# Mała Krywańska Baszta

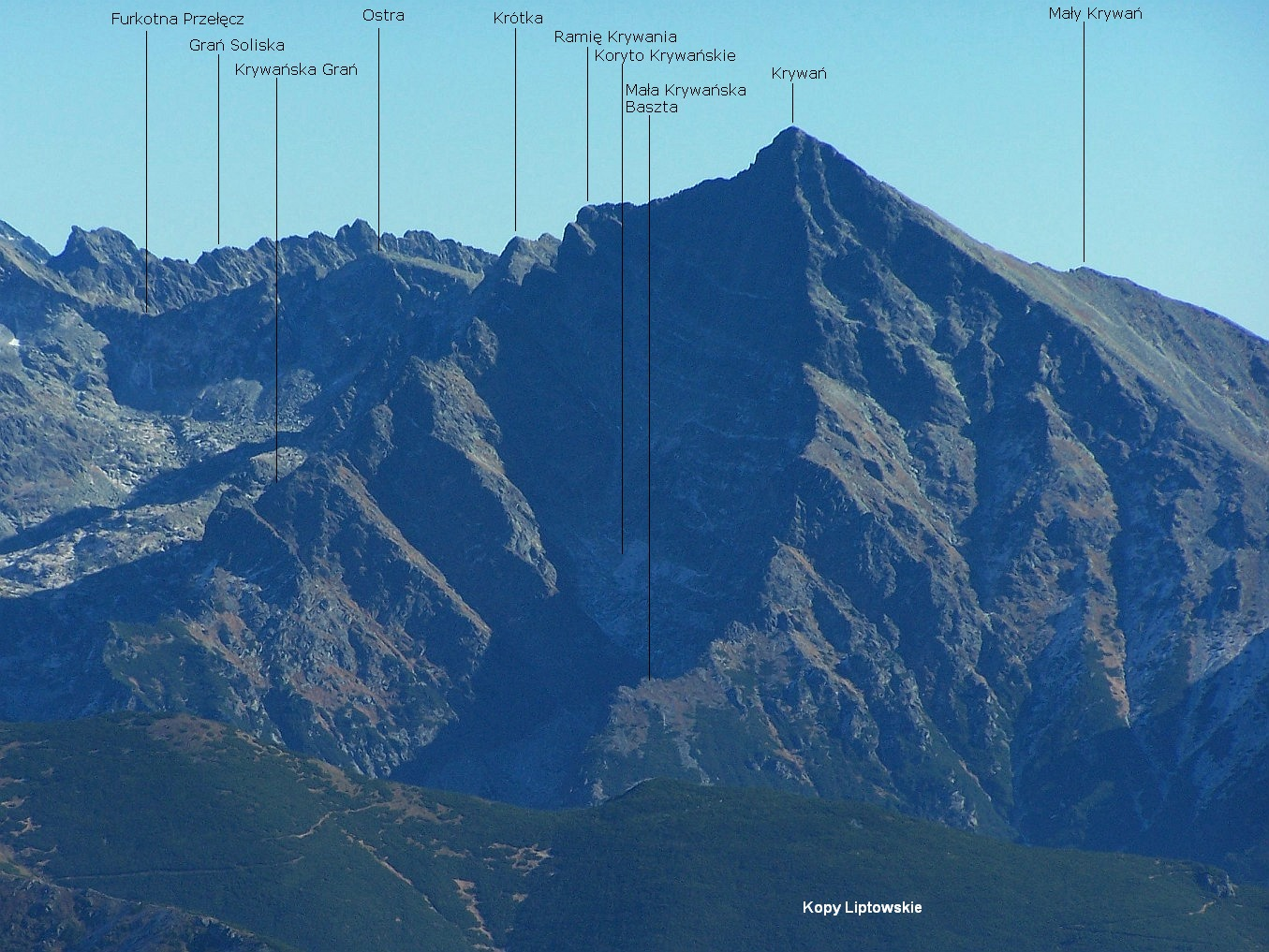
Krywań i jego otoczenie

Mała Krywańska Baszta (słow. Malá krivánska bašta) – turnia stanowiąca zakończenie krótkiej zachodniej grani opadającej od szczytu Krywania do Doliny Koprowej w słowackich Tatrach Wysokich. Grań ta (zach.-pn.-zach. grań Krywania, ZSZ hrebeň Kriváňa) początkowo przebiega w zachodnim kierunku, a w Małej Krywańskiej Baszcie zmienia kierunek na północno-zachodni. Oddziela Koryto Krywańskie od Szkaradnego Żlebu. Znajdują się w niej kolejno:
- Przełęcz nad Kotlinami (Sedlo nad Kotlinami),
- Wielka Krywańska Baszta (Veľká krivánska bašta),
- Krywański Przechód (Krivánsky priechod),
- Mała Krywańska Baszta (Malá krivánska bašta).

Cała grań i otaczające ją obszary znajdują się na obszarze ochrony ścisłej TANAP-u, nie prowadzi przez nie żaden szlak turystyczny, również taterników obowiązuje tutaj zakaz wchodzenia i wspinaczki.